# Princípios talmúdicos
[Ainda está em fase de conclusão...
[Comprometo-me a concluir a correção. No possível, por favor, aguarde, ou ajude a corrigir as referências defeituosas.]
Princípios talmúdicos é um conjunto de tipos de argumentos lógicos utilizados pelo Talmude em sua base ideológica..

## Chazakah
Um Chazakah (em hebraico:  חזקה) geralmente refere-se à suposição de padrão; por exemplo, o que presume até prova em contrário. Por exemplo, se um é conhecido por ter propriedade, supõe-se que ele ainda é o dono até que se prove o contrário. No entanto, com bens móveis, o Chazakah fica com quem atualmente tem o item em sua posse, não com quem tinha anteriormente de propriedade.
Este princípio também se aplica a não-monetária casos, como o alimento conhecido por ser kosher mantém seu status até que haja prova em contrário. Também, aquele que se envolve em atos feita apenas pelos Cohanim (sacerdotes) é considerado um cohen-se, até prova em contrário. (Consulte status quo Cohen.)

## De'oraita e derabanan
Uma lei é de'oraita (em hebraico:  דאורייתא) se ela é derivada da Torá; se uma lei é derabanan (em hebraico:  דרבנןa ) é obrigatória por rabínica sábios. Os conceitos de'oraita (em aramaico:  דאורייתא) e de-rabbanan (em aramaico:  דרבנן) são amplamente utilizados na discussão dos Judeus lei e são motivo de preocupação para os modernos observância do Judaísmo.
O primeiro refere-se a halachic requisitos que rabínico literatura compreende a ser Biblicamente mandato, enquanto o segundo refere-se a halachic requisitos que são rabinicamente mandato. Em Aramaico, de'oraita significa" Torá" e de-rabbanan meio de nossos Rabinos.
Às vezes não é claro se o versículo tem sido citado como um Asmachta (dica), ou como uma fonte, o que pode levar a uma controvérsia sobre a de'oraita ou derabanan qualidade da lei. Um exemplo de tal caso, é a controvérsia sobre a qualidade de berakhah levatala - a proibição de dizer uma oração fora de seu contexto. O Talmud diz que quem diz desnecessários berakhah viola o versículo Tu não tomarás o nome do Senhor teu Deus em vão. Enquanto Maimônides vê-lo como uma fonte, Tosafot vê-lo como um asmachta.

### Uso de terminologia
Exemplos de aplicação destes dois termos são abundantes. Um desses aplicativos aparece em as leis relativas a graça após as refeições. Há quatro bênçãos contidas graça após as refeições, e, enquanto os três primeiros são biblicamente mandato, o quarto bênção foi adicionado muito mais tarde na história Judaica e é rabinicamente mandato (B. Brachot 45b) As três primeiras bênçãos seria, assim, ser conhecido como de'oraita e a última bênção seria referido como de-rabbanan.
Outro exemplo são os mandamentos referentes a famosa frase "Tu não deve ferver um cabrito no leite de sua mãe." A partir disso, muitas leis de cashrut são derivados pelos rabinos. Pode-se pensar que isso seria de-rabbanan porque era derivada pelos rabinos, mas as leis são, na verdade, de'oraita porque eles são derivados através da interpretação da Torá.[carece de fontes?]
Por outro lado, a extensão da proibição de comer frango com leite de-rabbanan como é o produto de um determinado Rabínica de emenda.[carece de fontes?]

### Observância moderna
A aplicação de diferenças entre rabínica bíblicos e mitzvot, às vezes, pode fazer diferenças práticas.
Regras de precedência
Se um d'oraita regra entra em conflito com uma d'rabbanan regra, o d'oraita regra (Torá regra) sempre tem precedência.
Sofek (casos de dúvida)
Sofek significa um caso onde você estiver incerto sobre as circunstâncias factuais, isto é, não lembro se ele ou ela disse uma porção de tefila ou um berekha. Se houver dúvida acerca de um fato onde a d'oraita regra se aplica, a estrita posição em relação ao estado (repita o cumprimento da regra é tomada); se houver dúvida em uma questão que é d'rabbanan, a branda posição é tomada em relação ao estado (a lei não é repetido, e é ignorado).
Bediavad (circunstâncias atenuantes)
Em casos de circunstâncias atenuantes em relação a uma lei rabínica, decisors da lei Judaica, por vezes, aplicar a lei leniently.

## Kal Vachomer (A fortiori)
Um kal vachomer (em hebraico:  קל וחומר, literalmente "branda e rigorosa") deriva de uma lei a partir de outro, através da seguinte lógica: Se de um processo que é geralmente estrito tem um determinado clemência, um caso que é geralmente branda terá, certamente, que a clemência. O argumento também pode funcionar no sentido inverso, e também em áreas onde branda ou rigorosa pode não ser exatamente aplicável.

## Migo
Um migo (em hebraico:  מיגו, literalmente, "fora de" ou "visto") é um argumento para um réu que ele deve ser acreditado em relação a uma certa reivindicação, porque ele poderia ter tomado outra reclamação que com certeza gostaria de ter sido acreditado.
Por exemplo, se alguém admite ter emprestado dinheiro e afirma ter pago de volta, ele acredita porque ele poderia ter alegado que ele nunca emprestado o dinheiro em primeiro lugar (em falta de outras provas para o empréstimo).[carece de fontes?]